# تبو (قرية)
تبو هي إحدى قرى النوبة والتي تقع في دولة السودان في منطقة دنقلا .